# Jodoform
A jodoform (trijódmetán, CHI3) egy jódban dús szénvegyület.
Mint külsőleg alkalmazott aszeptikus gyógyszer, a jódot helyettesíti. Mára használata jelentősen visszaszorult egyrészt szaga, másrészt pedig a nagy adagok használata esetén fellépő mellékhatások miatt. 

## Története
Serrulas fedezte fel 1822-ben; eleinte hidrogénmentes vegyületnek tekintették. Helyes összetételét 1834-ben Dumas állapította meg. Fertőtlenítő hatása 1879 óta ismert.

## Előállítása
Különösen borszeszből, továbbá aldehid, aceton, cukor és más szénvegyületekből, lúgos oldatban szabad jód hatására képződik. Előállítása úgy történik, hogy nátrium-karbonátot vízben oldanak, az oldathoz kevés alkoholt elegyítenek és a folyadékot 70°-ra felmelegítve, porrá dörzsölt jódot hintenek bele. A sárga kristályos csapadék alakjában kiváló jodoformot a folyadék kihűlése után leszűrik, kimossák és megszárítják; esetleg borszeszből is átkristályosítják. Sárga, a hatszögű kristályrendszerbe tartozó kristálylemezkékből áll.
Egyszerű vázlatformában: etanolból és jódból lúgos közegben
- Az alkohol először aldehiddé oxidálódik:

H3C-CH2OH + I2 → H3C-CHO + 2 KI + H2O
- Ezután átmenetileg jodál jön létre:

H3C-CHO + 3 I2 + 3 KOH → I3C-CHO + 3 KI + H2O
- További kálium-hidroxiddal jodoform keletkezik:

I3C-CHO + KOH → CHI3 + HCOOK

## Jellemzői
Szaga kellemetlen, a sáfrányra és brómra emlékeztető, nagyon tapadó. Vízben csak nyomai oldódnak; borszeszben elég könnyen, éterben, kloroformban és széndiszulfidban könnyen oldódik. Fs. 2,0, olvadáspontja 119 °C. Az analóg összetételű kloroformnál könnyebben bomlik. Zárt csőben hevítve más bomlástermékek mellett metilénjodid (CH2I2) is képződik. 

## Lásd még
- Kloroform
- Bromoform